# Doug Cadwallader
Douglass Pope Cadwallader, detto Doug (Illinois, 29 gennaio 1884 – Minneapolis, 7 febbraio 1971), è stato un golfista statunitense.

## Carriera
Cadwallader partecipò ai Giochi olimpici di Saint Louis 1904, dove vinse una medaglia di bronzo nel torneo a squadre. Nella stessa Olimpiade, prese parte al torneo individuale, in cui fu sconfitto ai sedicesimi di finale da Ralph McKittrick.

## Palmarès
In carriera ha conseguito i seguenti risultati:
- Giochi olimpici

St. Louis 1904: una medaglia di bronzo nel torneo a squadre.